# Tonj (città)
Tonj è un centro abitato del Sudan del Sud, situato nello Stato di Tonj.